# سيتي مول (عمان)
سيتى مول مجمع تجاري كبير في عمّان - الأردن. يقع على شارع المدينة الطبية. يبلغ مجموع مسطحات المركز التجاري 160 ألف متر مربع ويحوي العديد من المحال التجارية والماركات العالمية والعلامات التجارية ويبلغ عدده 151 محل. كما يحوي الكثير من المرافق الترفيهية كالمطاعم والمقاهي ودور السينما. ويشغل «كارفور» حيزاً كبيراً من المركز وعدد من البنوك والمصارف الرئيسية. ويقدم المركز مواقف ل 2,410 سيارة.